# Desiderata av Lombardiet
Desiderata av Lombardiet, född okänt år, död efter 771, var en drottning av Franken; gift med Karl den store.
Hon var dotter till Desiderius av Lombardiet och Ansa. Hennes namn kan också ha varit Desideria eller Gerperga. 
Hon gifte sig 770. Hennes giftermål arrangerades troligen som en allians mellan Frankrike och Lombardiet. När hennes äktenskap annullerades år 771 bidrog det till det krig mellan länderna som utbröt 774.   
Hon fick inga barn. Det är okänt vad som hände med henne efter annulleringen.  